# فرودگاه ماینز-فینتن
فرودگاه ماینز فینتن (به آلمانی: Flugplatz Mainz-Finthen) یک فرودگاه غیرنظامی است که یک باند فرود آسفالت دارد و طول باند آن ۱۰۰۰ متر است. این فرودگاه در شهر ماینز کشور آلمان قرار دارد و در ارتفاع ۱۶۰ متری از سطح دریا واقع شده است.